# Monnow
A Monnow (walesiül Afon Mynwy) folyó az Egyesült Királyságban, a Brit-sziget déli részén, Anglia és Wales határán. Átszeli Délnyugat-Herefordshire-t és kelet Monmouthshire-t, majd a walesi Monmouthnál a Wye-ba torkollik.

## Futása
A folyó teljes hossza 42 kilométer (26 mérföld). A Craswall melletti Cefn Hillen ered, a Black Mountains keleti lábainál. Déli irányban folyik, Clodock mellett felveszi az Escley Brook és az Olchon Brook vizeit, majd Pandy mellett beletorkollik az Afon Honddu is. Rövid szakaszon keleti irányban folyik, majd ismét délnek tart és Monmouthnál a Wye folyóba torkollik.  A folyó hosszabb szakaszon a walesi-angol határt képezi. Völgyében turistaútvonalat alakítottak ki, az úgynevezett Monnow Valley Walk-ot. Monmouthban a középkori Monnow híd ível át felette. Egykoron jelentős barna pisztráng populáció élt benne. A halállomány jelentősen megcsappant a túlzott halászat miatt. A foganatosított védelmi intézkedéseknek köszönhetően 2008 óta viszont ismét nőni kezdett a populáció.
Osbastonnál, Monmouthtól északra vízierőmű található a folyón.

### Mellékfolyói
- Bal oldali: Dore
- Jobb oldali: Honddu

## Fordítás
Ez a szócikk részben vagy egészben  a   River Monnow című angol Wikipédia-szócikk ezen változatának fordításán alapul.  Az eredeti cikk szerkesztőit annak laptörténete sorolja fel. Ez a jelzés csupán a megfogalmazás eredetét és a szerzői jogokat jelzi, nem szolgál a cikkben szereplő információk forrásmegjelöléseként.